# Dessenheim
Dessenheim (elsässisch Dassana) ist eine französische Gemeinde mit 1441 Einwohnern (Stand 1. Januar 2022) im Département Haut-Rhin in der Region Grand Est (bis 2015 Elsass). Sie gehört zum Arrondissement Colmar-Ribeauvillé und zum Gemeindeverband Alsace Rhin Brisach. Die Bewohner werden Dessenheimois und Dessenheimoises genannt.
Die Gemeinde erhielt 2022 die Auszeichnung „Zwei Blumen“, die vom Conseil national des villes et villages fleuris (CNVVF) im Rahmen des jährlichen Wettbewerbs der blumengeschmückten Städte und Dörfer verliehen wird.

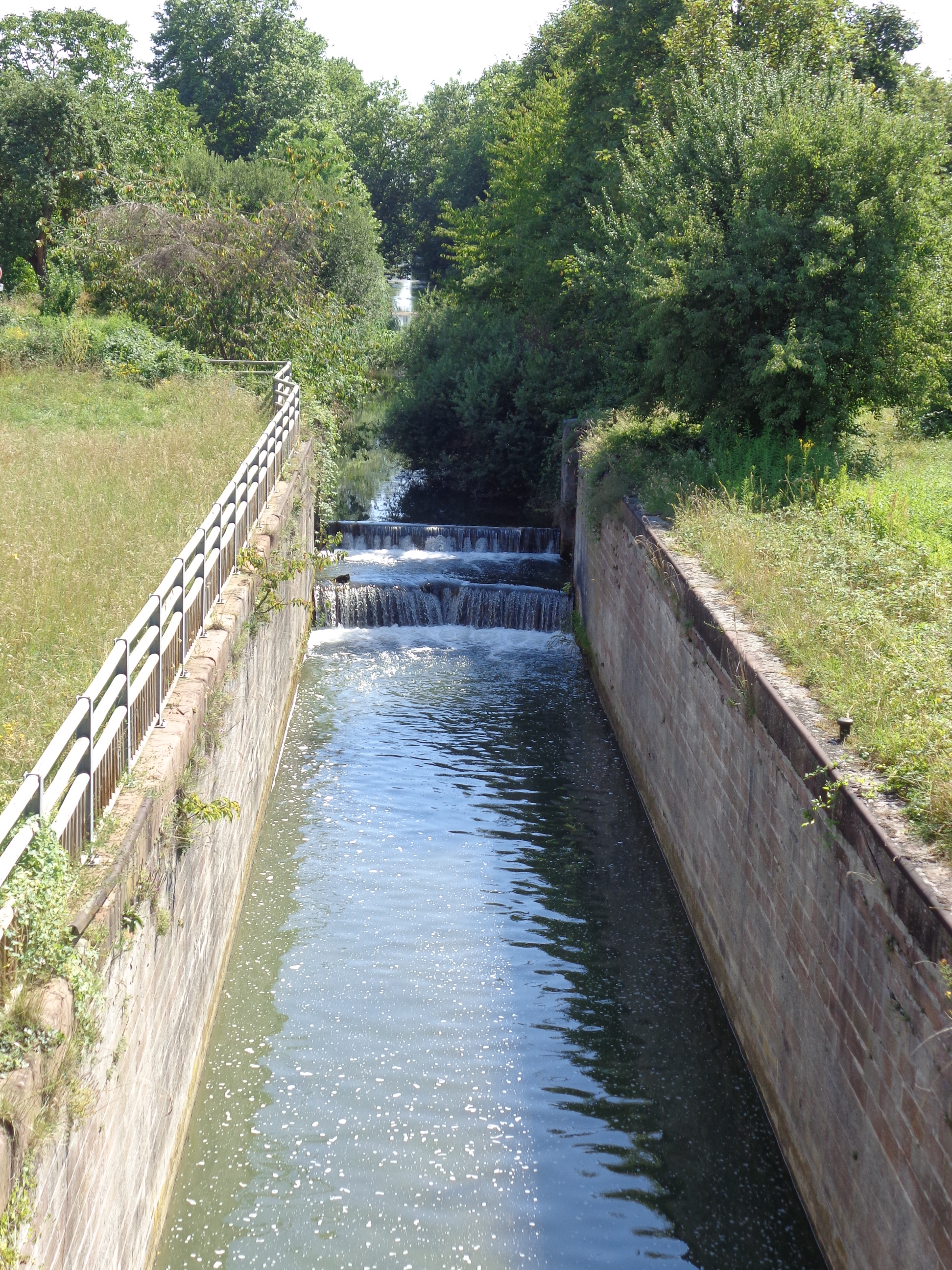
Rhein-Rhône-Kanal

## Geografie
Dessenheim liegt in der Oberrheinebene zwischen Ill und Rhein, etwa 17 Kilometer südöstlich von Colmar, etwa 27,5 Kilometer nordöstlich von Mülhausen und etwa 25,5 Kilometer westlich von Freiburg im Breisgau. Das Gemeindegebiet wird vom Rhein-Rhône-Kanal durchquert.
Umgeben wird Dessenheim von acht Nachbargemeinden:
| Hettenschlag                        | Weckolsheim                                 | Obersaasheim |
| Niederhergheim                      | Kompassrose, die auf Nachbargemeinden zeigt | Heiteren     |
| Oberhergheim Sainte-Croix-en-Plaine | Rustenhart                                  |              |

## Geschichte
Die Region Dessenheim ist seit jeher Durchgangs- und Aufenthaltsort der Menschen. Das Gemeindegebiet wurde auf eine sehr alte, vielleicht sogar keltische Straße von Nord nach Süd durchquert. Später kreuzte eine Nebenstraße von West nach Ost diese und mündete in der Nähe von Fessenheim in die große Römerstraße, die während der Blütezeit des Römischen Reichs Mailand im heutigen Italien mit Mainz in Deutschland verband.
Der Ursprung von Dessenheim ist wahrscheinlich römisch und vielleicht sogar keltisch, da auf dem Weg nach Obersaasheim Scherben von Vasen gefunden wurden. Früher „Tessinheim“, „Thessenheim“, „Tessenheim“ und „Teszenheim“ genannt, begegnet man erst nach 1661 dem heutigen Namen.
Im Wald von Dessenheim sind noch viele Grabhügel vermutlich keltischen Ursprungs sichtbar, die größtenteils unter Napoleon III. ausgegraben wurden. Dort wurden mehrere Skelette sowie ein Schwert entdeckt, das im Louvre ausgestellt ist.
Im Jahr 735 als Besitz der Fürstabtei Murbach erwähnt, erlebte das Dorf, wie viele andere auch, ruhige Zeiten, die sich mit unruhigen Phasen abwechselten. Bis 1648 gehörte es den Habsburgern. Um 1259 wurde im Dorf eine Burg errichtet, die den beiden Herren Jean de Norgassen und Rudlieb von Norgassen gehörte. Außer den Flurnamen „Schlossereinpfad“ (Fußweg zur Burg) und bis zur Französischen Revolution „Schlossacker“ (Burggrundstück) liegen nur noch wenige Elemente vor, die das Bauwerk bezeugen.
Im Jahr 1394 lebten im Dorf 35 Männer (Frauen und Kinder wurden bei der Volkszählung nicht berücksichtigt), davon waren 15 Bauernbesitzer und 20 Tagelöhner. Im Jahr 1400, nach einem großen Krieg, hatte die Stadt nur 40 Einwohner. Im Jahr 1409 plünderten die Männer des Herrn von Ribeaupierre das Dorf. Am 9. Juni 1446 wurde „Tessenheim“ von der Basler-Armee geplündert und niedergebrannt. Dies war wahrscheinlich auch das Ende der Burg.
Im Jahr 1619, im Dreißigjährigen Krieg, wurde das Dorf erneut von spanischen Soldaten geplündert und die von den Österreichern gewarnte Bevölkerung konnte im Wald Zuflucht finden. Als im Jahr 1632 schwedische Soldaten und ihre Söldner eintrafen, flüchteten die Bewohner zunächst in eine im Wald errichtete Schanze, bevor sie in die Schweiz zogen. Am 11. und 12. April 1635 zogen lothringische Truppen, verstärkt durch Kroaten, auf dem Weg zur Schlacht bei Mümelgard durch Tessenheim und zündeten das unbewohnte Dorf an, um es vollständig zu zerstören.

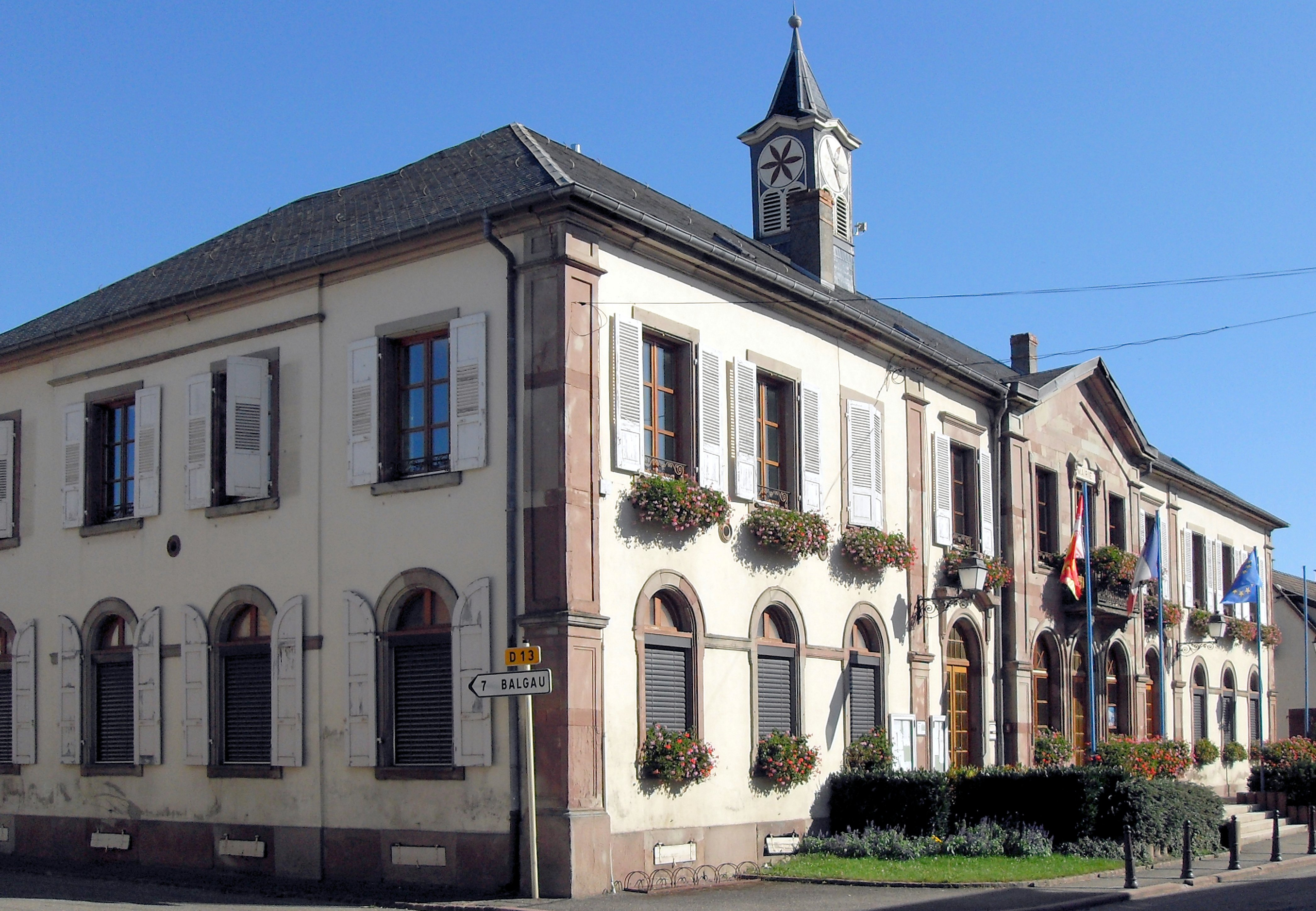
Bürgermeisteramt (Mairie)

Im Jahr 1795, während der Revolution, wurden alle Kreuze entfernt, auch die aus den Gräbern auf dem Friedhof. Im Jahr 1801 hatte das Dorf 765 Einwohner und 1806 wurde ein neues Bauwerk errichtet, der Rhein-Rhône-Kanal. Im Jahr 1831 betrug die Einwohnerzahl des Dorfes 920. Am 2. Februar 1867 begann der Bau des Bürgermeisteramts/Schule, gefolgt vom Bau der Kirche, deren Grundstein am 4. Juni 1873 gelegt wurde. Die Stadt hatte damals 1062 Einwohner. Im Jahr 1886 gab es in der Stadt ein Postamt und eine Telegraphenagentur. Im Jahr 1900 kam dann ein Telefon hinzu.
Von 1871 bis zum Ende des Ersten Weltkriegs gehörte Dessenheim als Teil des Reichslandes Elsaß-Lothringen zum Deutschen Reich und war dem Kreis Colmar im Bezirk Oberelsaß zugeordnet.
Im Jahr 1917, während des Ersten Weltkriegs entfernten die deutschen Behörden im Auftrag des Deutschen Kriegsministeriums 37 Zinnpfeifen aus der Orgel sowie die drei größten Glocken. Im Jahr 1925 umfasste der Viehbestand der Gemeinde 193 Pferde, 233 Milchkühe, 409 Rinder und 439 Schweine; Das Dorf ist landwirtschaftlich geprägt.
1939 kam es zum Exodus. Ein großer Teil der Bevölkerung wurde für einen Zeitraum von 13 Monaten nach Cocumont im Département Lot-et-Garonne umgesiedelt.

### Bevölkerungsentwicklung
| Jahr      | 1910 | 1962 | 1968 | 1975 | 1982 | 1990 | 1999 | 2007 | 2017 |
| --------- | ---- | ---- | ---- | ---- | ---- | ---- | ---- | ---- | ---- |
| Einwohner | 969  | 698  | 756  | 817  | 830  | 928  | 1052 | 1169 | 1420 |

## Sehenswürdigkeiten

Kirche Saint-Léger
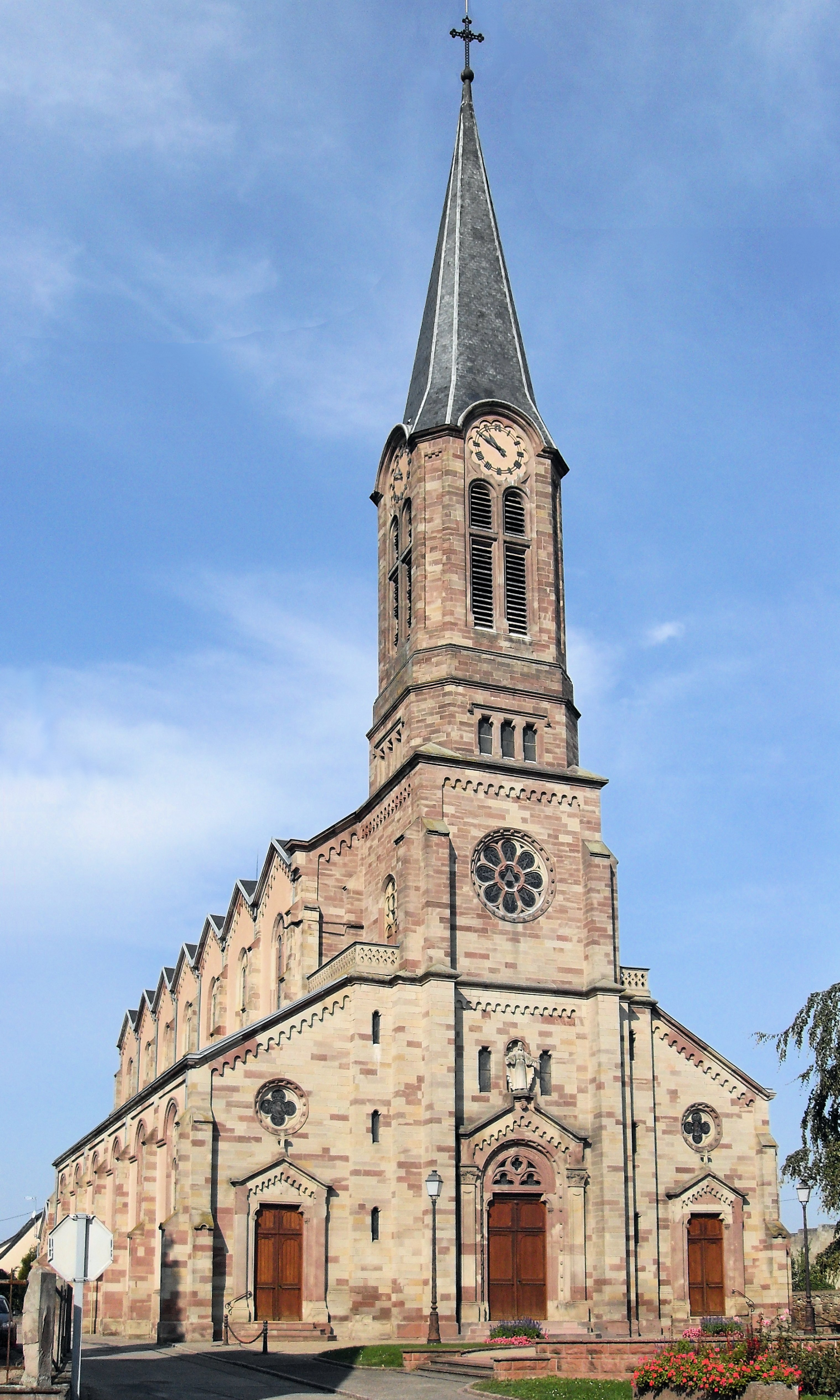
Nordwestseite
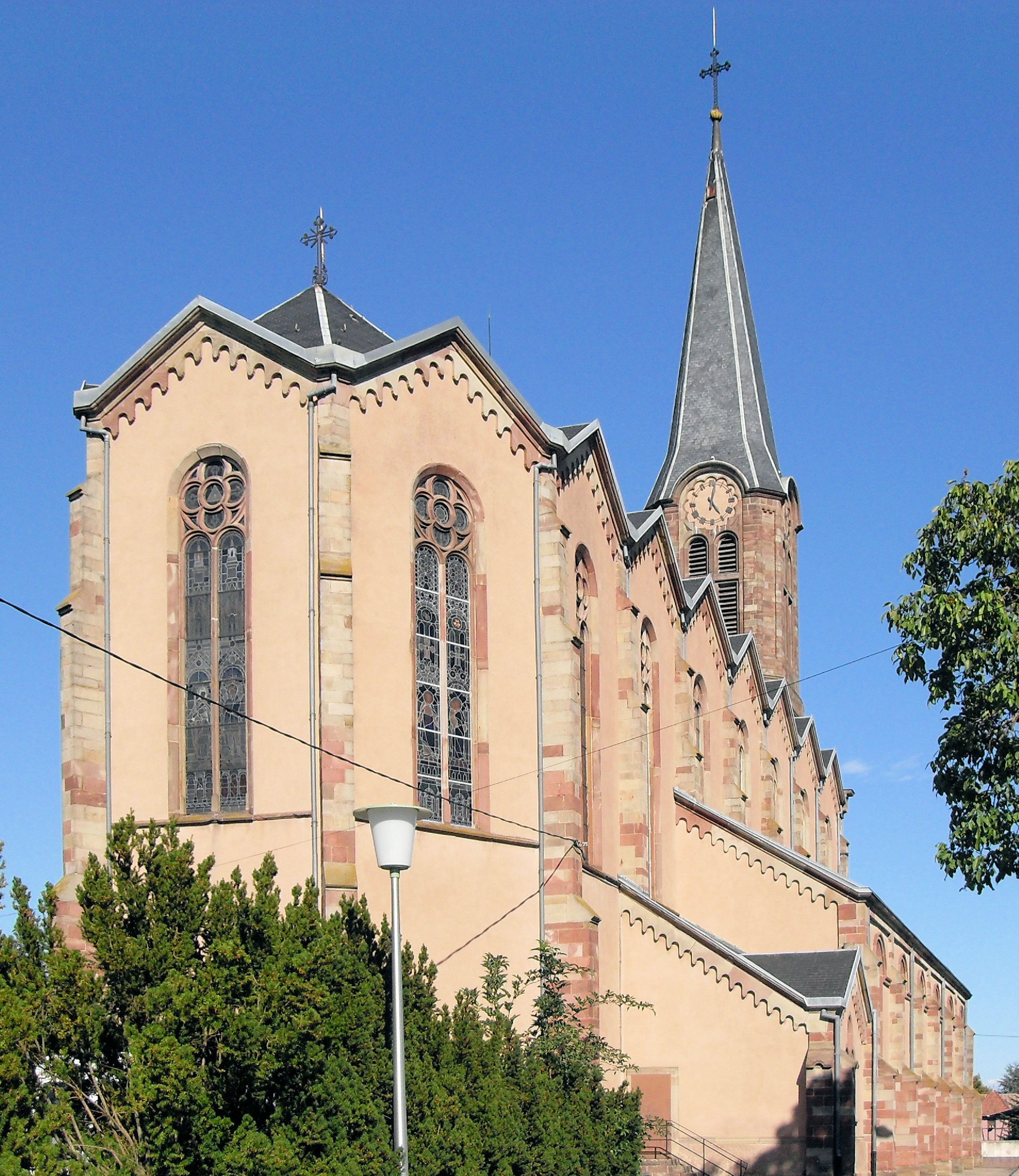
Westseite

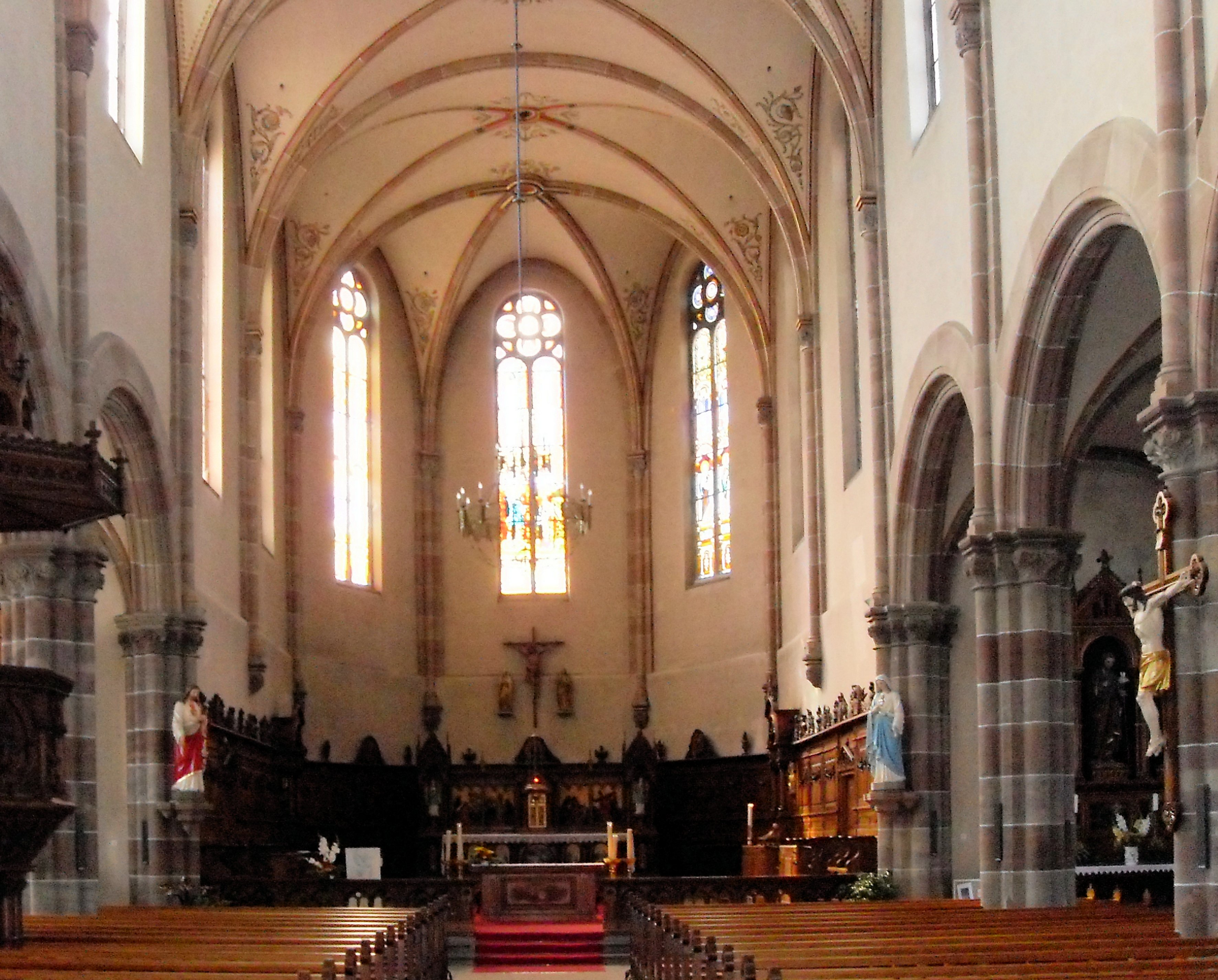
Innenansicht
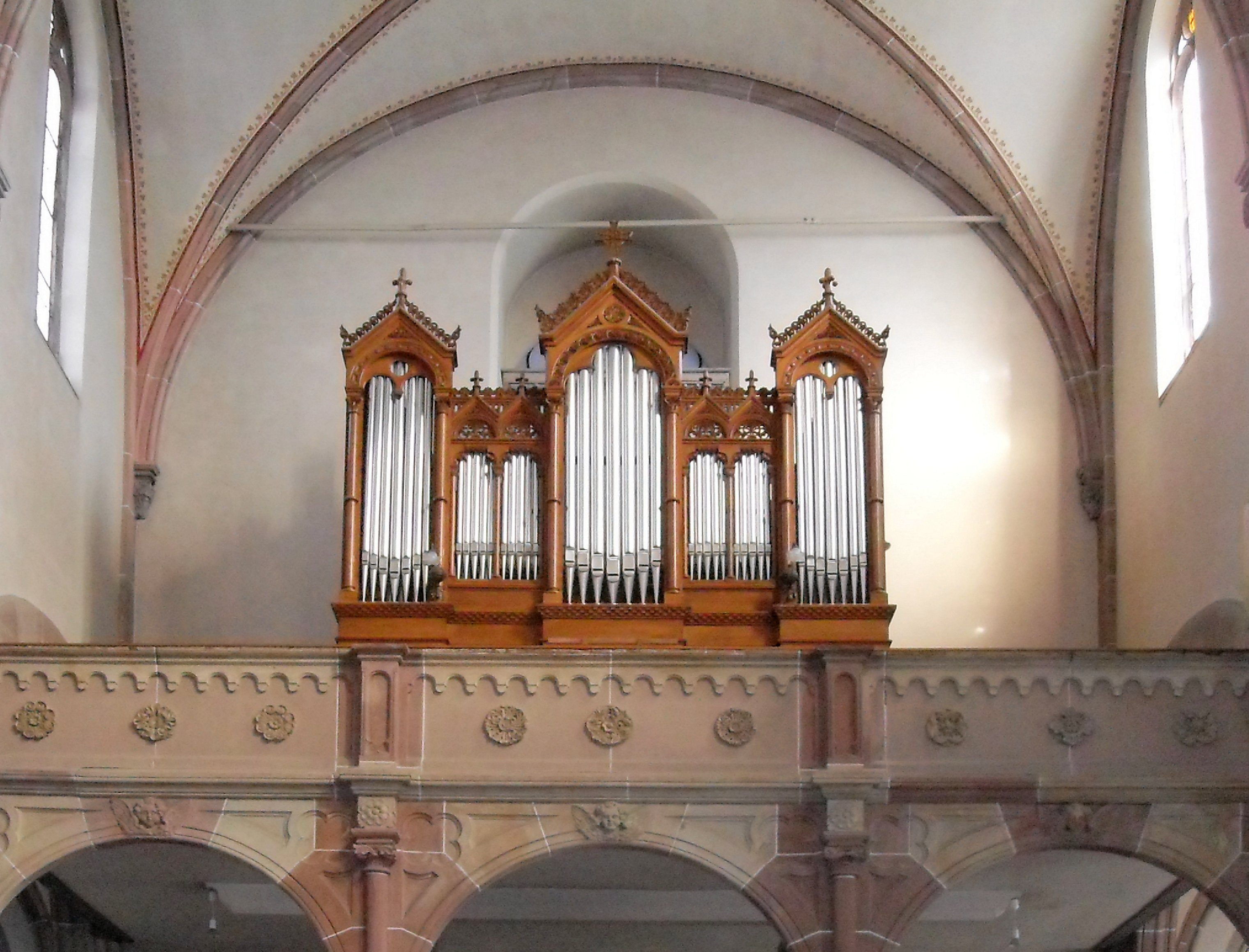
Orgel